# Dypsis hiarakae
Dypsis hiarakae är en enhjärtbladig växtart som beskrevs av Henk Jaap Beentje. Dypsis hiarakae ingår i släktet Dypsis och familjen Arecaceae. IUCN kategoriserar arten globalt som sårbar. Inga underarter finns listade i Catalogue of Life.